# 大久保好男
大久保 好男（おおくぼ よしお、1950年（昭和25年）7月8日 - ）は、日本の実業家、ジャーナリスト。日本テレビホールディングス代表取締役社長兼日本テレビ放送網代表取締役社長、一般社団法人日本民間放送連盟会長、公益財団法人徳間記念アニメーション文化財団理事を務めた。山梨県出身。

## 来歴・人物
山梨県立甲府第一高等学校を経て東京外国語大学外国語学部フランス語学科卒業。フジテレビアナウンサーを務めた田丸美寿々は大学の同期。
1975年4月、読売新聞社（現・読売新聞グループ本社）に入社。東北総局や成田支局などを経て、東京本社編集局に移動。世論調査部に籍を置き、1983年に政治部へ異動。防衛庁、自治省（いずれも当時）担当となる。その後、官邸及び自民党記者クラブのキャップなどを歴任。1995年に政治部デスクとなり、選挙や政局などの取材・報道の指揮を執る。
2000年に政治担当の論説委員、2003年に政治部長、2005年に編集局次長に就く。局次長時代、都内版の連載記事を書いていた清水純一を発見し「清水にはコラムを書かせよう」と言い、清水は後に読売新聞の1面コラム「編集手帳」を書く有数のコラムニストになる。
2008年にデジタルと放送を統括する執行役員メディア戦略局長となる（翌年取締役に選任）。このメディア戦略局で大久保は、「10年、1割、300億円」の大号令をかけてデジタルに携わる社員にはっぱをかけた。2007年度の東京本社の売上が、3165億円。その1割300億円の売上をメディア戦略局であげようと、という狼煙だった。

### 日本テレビ社長
2010年6月に日本テレビに移り、取締役執行役員に就任。1年後、第12代社長に就任する。
2012年に発表した中期経営計画で、「500億円を原資とした新規事業」を決め、2014年度にHuluを中核的事業として買収、民放初のインターネットでの有料型動画配信サービスに参入した。しかもHuluをホールディングスの子会社にするのではなく、日本テレビの子会社とすることでグリップをきかせた。これによって後に、スピンオフや違うコンテンツを用意することで、地上波で宣伝しHuluに導入するという流れをつくることができた。2019年3月には会員数は202万8000人となり、月額1026円のHuluの収入が母体の「コンテンツ販売収入」は、2020年3月期で680億円を超えるようになる。日本テレビの2020年3月の売上が4266億円だから、大久保が社長になってから日本テレビは、1200億円以上もの売上を増やすV字回復だ。そして大久保は読売新聞ではできなかったデジタルでの売上1割を、日本テレビではHuluをてこにして達成したことになる。「コンテンツ販売収入」の売上は、社の15%を超えている。
2014年1月15日から放送されたドラマ『明日、ママがいない』では、全スポンサーがスポンサー表示やCM自体を自粛する中で、内容を変更することはないとした。また、全国児童養護施設協議会が、番組を見た施設の子供15人が自傷行為に及んだり学校での嫌がらせを受けたとして謝罪を要求したことについて、厚生労働大臣が影響の調査を表明する事態となったが、日本テレビとして謝罪を含む対応は考えていないとした。
2019年6月27日付で日本テレビHD及び日本テレビの会長となり、2022年6月29日付で日本テレビ顧問に退く。
その他役職
2011年7月、I&S BBDO取締役。2013年よみうりランド取締役。また、読売新聞グループ本社の取締役と読売新聞東京本社の監査役、読売巨人軍の取締役も務めている。
2018年6月から2022年6月までは、日本民間放送連盟会長も担った。

## 著書
- 『ポリティカル・パルス―現場からの日本政治裁断』東信堂、2005年1月。ISBN 978-4887135871。